# Čerjocha
Čerjocha (rusky Черёха) je řeka v Pskovské oblasti v Rusku. Je 145 km dlouhá. Povodí má rozlohu 3230 km².

## Průběh toku
Protéká bažinatou nížinou. Je to pravý přítok řeky Velikaja (povodí Narvy).

## Vodní stav
Zdroj vody je smíšený s převahou sněhového. Nejvyšší vodních stavů dosahuje od konce března do začátku května. Průměrný roční průtok vody ve vzdálenosti 14 km od ústí činí 16,3 m³/s. Zamrzá ve druhé polovině listopadu až v prosinci a rozmrzá na konci března až v dubnu.